# Happy Xmas (War Is Over)
〈Happy Xmas (War Is Over)〉는 존 레논과 오노 요코가 가사를 붙인 크리스마스 노래이다. 1971년 존 & 요코/플라스틱 오노 밴드, 할렘 공동체 합창단의 음악가 표기로 발매되었다. 가사는 전통적인 영국 발라드 "Skewball"을 바탕으로 쓰였다. 레논이 비틀즈 외에 작업한 일곱 번째 싱글이다. 이 노래는 영국에서 4위를 차지했는데, 이 나라에서는 1972년 11월까지 출시가 연기되었다. 1980년 레논이 사망한 후에는 영국 싱글 차트에 주기적으로 재진입했고, 2위까지 올랐다. 베트남 전쟁 반대 민중가요로 쓰였던 〈Happy Xmas (War Is Over)〉는 이후 크리스마스 노래의 전형이 되었고, 다른 아티스트들이 커버하여 크리스마스 시즌에 나오는 컴필레이션 음반에 곧잘 수록된다. 여론 조사에서는 크리스마스 애호가로 지목되기도 했다.

## 참여 인원
- 존 레논 – 보컬, 기타, 프로듀서
- 오노 요코 – 보컬, 프로듀서
- 할렘 공동체 합창단 – 백 보컬, 어린이 합창단
- 메이 팡 – 백 보컬
- 니키 홉킨스 – 피아노, 튜블라 벨, 글로켄슈필
- 테디 어윈 – 기타
- 집 켈트너 – 드럼, 징글벨
- 휴 맥크라켄 – 기타
- 크리스 오스본 – 기타
- 스튜어트 샤프 – 기타
- 로이 시카라 – 음악 프로듀서
- 필 스펙터 – 프로듀서

## 차트 성적
| 차트 (1971–72)                   | 최고 순위 |
| -------------------------------- | --------- |
| 캐나다 RPM 탑 싱글               | 43        |
| 미국 캐쉬 박스 탑 100            | 36        |
| 미국 레코드 월드 싱글 차트       | 28        |
| 차트 (1972–73)                   | 최고 순위 |
| 벨기에 (울트라탑 50 플랑드르)    | 4         |
| 독일 (미디어 컨트롤 AG)          | 45        |
| 네덜란드 (네덜란드스 탑 40)      | 6         |
| 노르웨이 (VG-리스타)             | 3         |
| 미국 싱글 (오피셜 차트 컴퍼니)   | 4         |
| 차트 (1975)                      | 최고 순위 |
| 미국 싱글 (오피셜 차트 컴퍼니)   | 48        |
| 차트 (1980)                      | 최고 순위 |
| 미국 싱글 (오피셜 차트 컴퍼니)   | 2         |
| 차트 (1981)                      | 최고 순위 |
| 네덜란드 (네덜란드스 탑 40)      | 6         |
| 미국 싱글 (오피셜 차트 컴퍼니)   | 28        |
| 차트 (1982)                      | 최고 순위 |
| 미국 싱글 (오피셜 차트 컴퍼니)   | 56        |
| 차트 (1988–89)                   | 최고 순위 |
| 미국 싱글 (오피셜 차트 컴퍼니)   | 45        |
| 차트 (2003–04)                   | 최고 순위 |
| 캐나다 (Nielsen SoundScan)       | 16        |
| 미국 싱글 (오피셜 차트 컴퍼니)   | 33        |
| 차트 (2007)                      | 최고 순위 |
| 스웨덴 (스베리예토프리스탄)      | 53        |
| 미국 싱글 (오피셜 차트 컴퍼니)   | 40        |
| 차트 (2008)                      | 최고 순위 |
| 스웨덴 (스베리예토프리스탄)      | 46        |
| 미국 싱글 (오피셜 차트 컴퍼니)   | 67        |
| 차트 (2009)                      | 최고 순위 |
| 스웨덴 (스베리예토프리스탄)      | 56        |
| 스위스 (슈바이처 히트파라데)     | 57        |
| 차트 (2010)                      | 최고 순위 |
| 오스트리아 (Ö3 오스트리아 탑 40) | 67        |
| 스웨덴 (스베리예토프리스탄)      | 45        |
| 스위스 (슈바이처 히트파라데)     | 69        |
| 차트 (2012)                      | 최고 순위 |
| 미국 싱글 (오피셜 차트 컴퍼니)   | 81        |
| 차트 (2015)                      | 최고 순위 |
| 폴란드 (폴란드 에어플레이 탑 20) | 63        |